# Plamen nad Merivelom
Plamen nad Merivelom je epizoda је Zagora objavljena u br. 144. u izdanju Veselog četvrtka. Na kioscima se pojavila 14. februara 2019. Koštala je 270 din. (2,27 €; 2,65 $) Imala je 94 strane. Prvi deo epizode obavljen je u broju 143. pod nazivom Gospodari.

## Originalna epizoda
Originalna epizoda pod nazivom Fiamme su Marrywell objavljena je premijerno u br. 612 regularne edicije Zagora u izdanju Bonelija u Italiji 2. jula 2016. Epizodu je nacrtao Alesandro Kjarola, a scenario napisao Antonio Kamberleti. Naslovnicu je nacrtao Galijeno Feri. Koštala je 3,5 €.

## Kratak sadržaj
Šerif Holand i njegovi ljudi tragaju za Zagorom i njegovim, jer su saznali da Zagor zna da iza ekološke katastrofe i  ubistva radnika na naftnoj iskopini. Šerif stiže ispred rudnika Kenton Ridža u kome su sakriveni Čiko i novinar Tarner, ali Zagor i Ajaši stižu na vreme da ih spasu. Za to vreme, na iskopini se dešava nova ekološka katastrofa, koju su Zagor i Ajaši jedva ispeli da zaustave. Šerif Holand i Bone ponovo napadaju sve ma iskopini usled čega Ajaši gine od rana. Zagor na kraju stiže Bonea i Holanda i sveti im se za učinjeno. Haket odlučuje da zatvori iskopinu i potraži sponzore koji će finansirati dalja istraživanja o vađenju nefte bez unioštavanja prirodne okoline.